# Mycomya maculata
Mycomya maculata är en tvåvingeart som först beskrevs av Johann Wilhelm Meigen 1804.  Mycomya maculata ingår i släktet Mycomya och familjen svampmyggor. Arten är reproducerande i Sverige. Inga underarter finns listade i Catalogue of Life.